# 难波实梦
难波实梦（日语：／ Nanba Miyu，2002年5月31日—），日本女子游泳运动员，2019年世界青年游泳锦标赛女子800米自由泳银牌得主、2022年世界短道游泳錦標賽女子1500米自由泳银牌得主和女子800米自由泳铜牌得主、2022年亚洲运动会女子4×200米自由泳接力银牌得主。